# 哥得兰省
哥得兰省（瑞典語：Gotlands län）是瑞典的一个省，位于波罗的海，範圍為哥特蘭島（瑞典最大岛屿）全島及其附屬島嶼，隔海和卡尔马省相望。该省只有一个市镇，即哥得兰市镇。維斯比是哥得兰省最大的城市，有22,000位居民。